# Chwałki (województwo wielkopolskie)
Chwałki – wieś w Polsce położona w województwie wielkopolskim, w powiecie krotoszyńskim, w gminie Rozdrażew.
W latach 1975–1998 miejscowość administracyjnie należała do województwa kaliskiego.